# بافل باديا
بافل باديا (بالرومانية: Pavel Badea)‏ (مواليد 10 يونيو 1967) هو لاعب كرة قدم. يلعب مع منتخب رومانيا لكرة القدم منذ عام 1990.

## وصلات خارجية
- بافل باديا على موقع الاتحاد الأوربي (الإنجليزية)
- بافل باديا على موقع رابطة كرة القدم اليابانية للمحترفين (اليابانية)
- بافل باديا على موقع دوري كوريا الجنوبية (الإنجليزية)
- بافل باديا على موقع قاعدة بيانات كرة القدم.إي يو (الإنجليزية)
- بافل باديا على موقع ناشيونال فوتبول تيمز (الإنجليزية)
- بافل باديا على موقع Soccerway.com (الإنجليزية)
- بافل باديا على موقع عالم كرة القدم.نت (الإنجليزية)
- National Football Teams